# La Puebla de Montalbán
La Puebla de Montalbán és un municipi de la província de Toledo, a la comunitat autònoma de Castella la Manxa. En aquest poble hi va néixer Fernando de Rojas l'autor de La Celestina.